# Федюк-Федорович Рудольф-Яків
Федюк-Федорович Рудольф-Яків (1900— після 1986) — громадський діяч, військовик армій УНР та Канади. Учасник українсько-більшовицької, Другої світової та Корейської війн. Меценат.

## Біографія
Народився 26 листопада 1900 року у Львові у сім'ї Івана Федоровича і Теклі Стець. Виводив походження своєї родини від козацького полковника Федюка, й тому впродовж життя послуговувався подвійним прізвищем. Батько отримав учительську освіту, а мати працювала медсестрою.
Перша світова війна застала Якова Федеровича з матір'ю у Львові (отець перебрався до Канади в 1911). Прихід російських військ супроводжувався переслідуваннями національно свідомих українців. За те, що в помешканні виявили книгу Грушевського «Історія Русі-України», родину призначили на заслання. Завдяки втручанню Дмитра Дорошенка в 1915 їй дозволили проживати у Києві. Яків Федорович-Федюк навчався у Комерційній школі на Святошині.
1918 року у складі 1-ї Української військової школи ім. Б. Хмельницького брав участь у бою під Крутами. Далі, воював у складі Запорізького корпусу, зокрема під час походу на Крим. Брав участь у повстанській боротьбі проти більшовиків (1921—1922).
У 1932 році емігрував до Канади. Резервіст канадської армії (1939—1956). Бере участь у Другій світовій війні. Згодом, відбуває військову службу в Кореї. Активіст гетьманських організацій Канади і Канадської монархістської ліги.
У 1949 році одружився з Ольгою Луцик. У них народилося четверо синів та одна дочка.